# Arthur Hanse
Arthur Hanse (París, 10 de febrero de 1993),  es un esquiador que, en la actualidad, compite por Portugal. Ha participado en el eslalon y en el eslalon gigante de los Juegos Olímpicos de Sochi 2014. Aunque compitió por Francia hasta noviembre de 2013, el ser hijo de emigrantes portugueses le ha permitido representar al equipo olímpico luso. 